# انسحاب دونكيرك
قالب:Campaignbox Battle of France

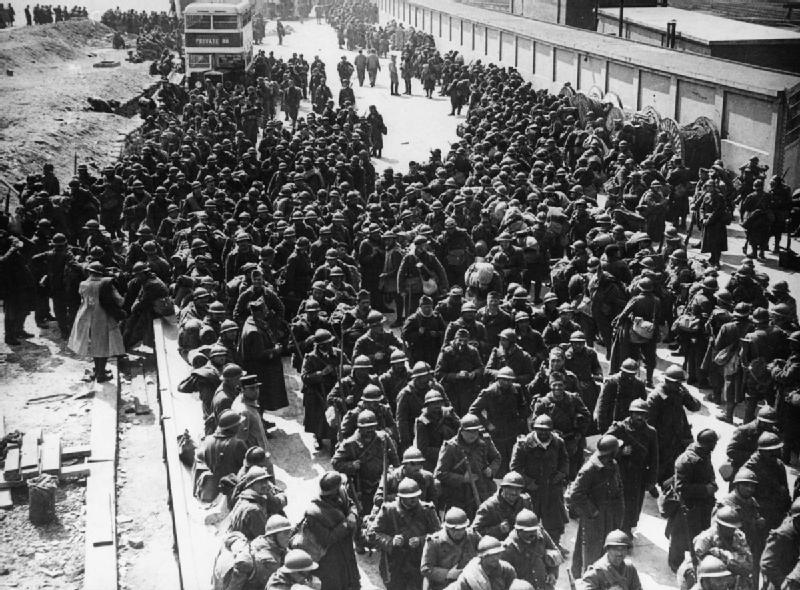
انسحاب دونكيرك 1940

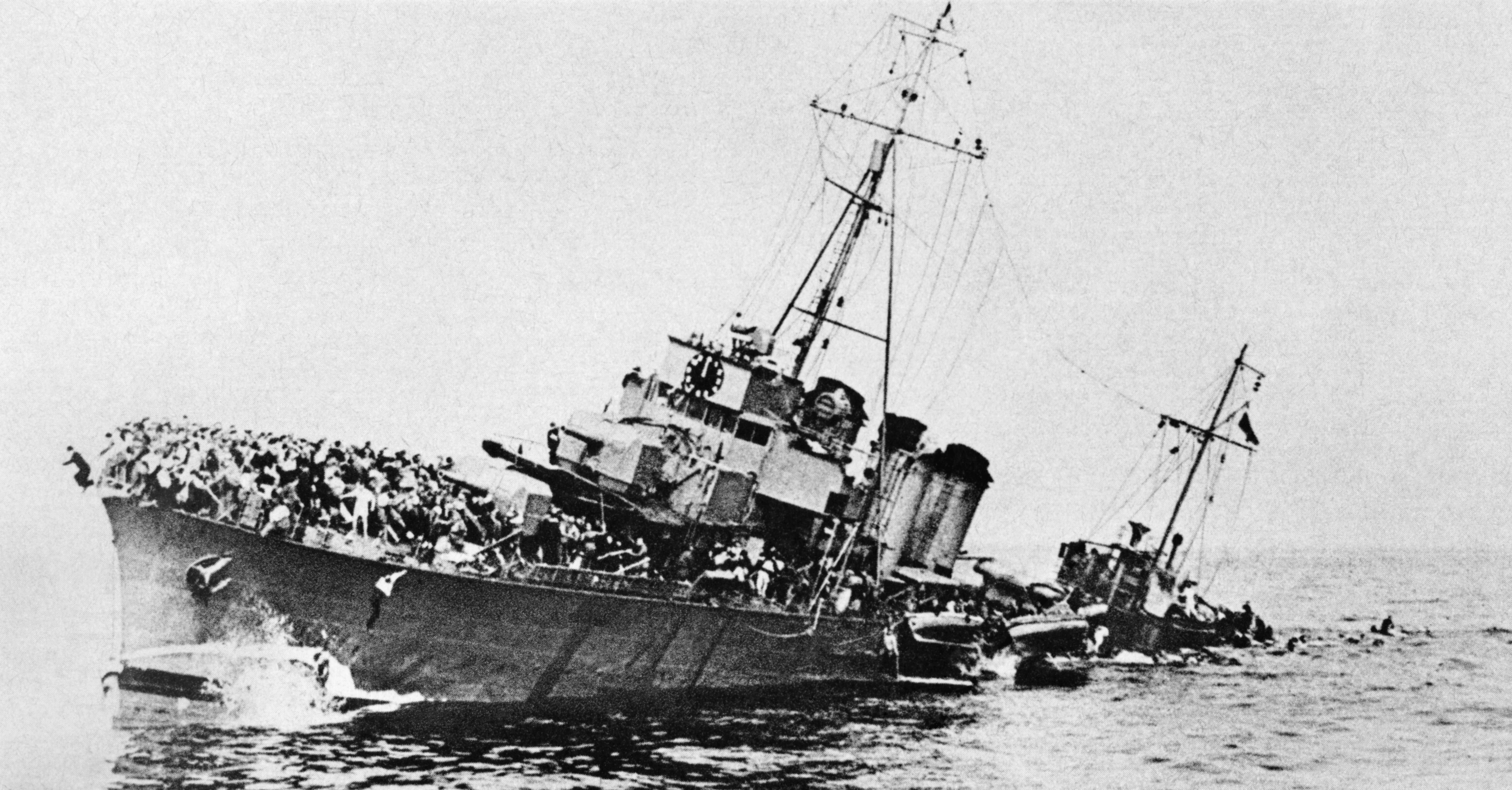
انسحاب قوات التحالف في دونكيرك 1940

كان انسحاب دونكيرك، الذي أُطلق عليه اسم العملية دينامو والمعروف أيضًا باسم معجزة دونكيرك، أو دونكيرك فقط، إجلاءً لجنود الحلفاء خلال الحرب العالمية الثانية من شواطئ دونكيرك ومرفئها، في شمال فرنسا، بين 26 مايو و4 يونيو 1940. بدأت العملية بعد أن أوقف تقدم أعداد كبيرة من القوات البلجيكية والبريطانية والفرنسية وإحاطتها على يد القوات الألمانية في معركة فرنسا التي استمرت ستة أسابيع. في خطاب له أمام مجلس العموم، وصف رئيس الوزراء البريطاني ونستون تشرشل هذا الموقف بأنه «كارثة عسكرية جسيمة»، قائلًا أن «قاعدة وصميم ورأس الجيش البريطاني بالكامل» قد حوصر في دونكيرك وبدا أنه على وشك الهلاك أو الأسر. في خطابه المعنون «سنقاتل على الشواطئ» في 4 يونيو، أشاد بإنقاذهم ووصفه «بمعجزة النجاة».
بعد غزو ألمانيا النازية لبولندا في سبتمبر 1939، أعلنت فرنسا والإمبراطورية البريطانية الحرب على ألمانيا وفرضتا حصارًا اقتصاديًا. أُرسل جيش الحملات البريطاني (بي إي إف) للمساعدة في الدفاع عن فرنسا. بعد الحرب الزائفة التي امتدت من أكتوبر 1939 إلى أبريل 1940، اجتاحت ألمانيا بلجيكا وهولندا وفرنسا في 10 مايو 1940. نفذت ثلاثة فيالق بانزر هجومًا من خلال الأردين واتجهت نحو الشمال الغربي إلى القناة الإنجليزية. بحلول 21 مايو، كانت القوات الألمانية قد حاصرت البي إي إف وفلول القوات البلجيكية وثلاثة جيوش ميدانية فرنسية على طول الساحل الشمالي لفرنسا. على الفور، رأى قائد البي إي إف الفريق أول فيكونت غورت أن الإجلاء عبر القناة هو أفضل مسار يمكن اتخاذه، وبدأ بالتخطيط للانسحاب إلى دونكيرك، أقرب ميناء يخدم الخطة.
في وقت متأخر من يوم 23 مايو، أصدر الجنرال أوبرست (كولونيل عام) غيرد فون رونتشتيت، قائد مجموعة الجيوش إيه أمرًا بالتوقف. وافق أدولف هتلر على هذا الأمر في اليوم التالي، وجعل القيادة العليا الألمانية ترسل تأكيدًا على الموافقة إلى الجبهة. تُرك الهجوم على جيش الحملات البريطاني والجيش الفرنسي والبلجيكي المحاصرين إلى اللوفتفافه حتى أُلغي أمر التوقف في 26 مايو. استغلت قوات الحلفاء فترة التوقف هذه من أجل تشييد أعمال دفاعية وسحب أعداد كبيرة من القوات لخوض معركة دونكيرك. من 28 إلى 31 مايو، في حصار ليل، خاض 40,000 رجل باقٍ من الجيش الأول الفرنسي عملية قتالية هدفت إلى عرقلة سبع فرق ألمانية، منها ثلاث فرق مدرعة.
في اليوم الأول جرى إجلاء 7,669 جندي فقط من جنود الحلفاء، ولكن بحلول نهاية اليوم الثامن، أُنقذ 338,226 جندي بواسطة أسطول حُشد على عجل وتألف من أكثر من 800 سفينة. تمكن العديد من الجنود من الصعود على متن 39 مدمرة تابعة للبحرية الملكية البريطانية، وأربع مدمرات تابعة للبحرية الملكية الكندية، وثلاث مدمرات على الأقل تابعة للبحرية الفرنسية، وسفن تجارية مدنية مختلفة، وذلك عن طريق حاجز الأمواج الواقي لمدخل المرفأ. اضطر آخرون للخروج من الشواطئ والانتظار لساعات في المياه التي بلغ عمقها حد الكتف. نُقل البعض إلى سفن أكبر بواسطة ما عُرف باسم سفن دونكيرك الصغيرة، وهي أسطول صغير من مئات القوارب البحرية التجارية وقوارب الصيد وقوارب النزهة واليخوت وقوارب النجاة التي استُدعيت إلى الخدمة من بريطانيا. فقد البي إي إف 68,000 جندي خلال الحملة الفرنسية واضطر إلى التخلي عن جميع دباباته ومركباته ومعداته تقريبًا. في خطابه في 4 يونيو، ذكّر تشرشل البلاد أيضًا بقوله «يجب أن نكون حريصين جدًا على عدم إيلاء صفات النصر لهذا الإنقاذ. فالحروب لا تُكسب من عمليات الإجلاء».

## خلفية تاريخية
في سبتمبر 1939، بعدما اجتاحت ألمانيا النازية بولندا، أرسلت المملكة المتحدة جيش الحملات البريطاني (بي إي إف) للمساعدة في الدفاع عن فرنسا، والذي نزلت قواته في شيربورغ ونانت وسان نازير. بحلول مايو 1940، تكون الجيش من عشرة فرق ضمن ثلاثة فيالق تحت قيادة الفريق أول جون فيريكير فيكونت غورت السادس. تعاون الجيش البلجيكي والجيش الفرنسي الأول والسابع والتاسع مع البي إي إف.
خلال ثلاثينيات القرن العشرين، شيد الفرنسيون خط ماجينو، وهو عبارة عن سلسلة من التحصينات على طول حدودهم مع ألمانيا. صُمم هذا الخط لردع غزو ألماني عبر الحدود الفرنسية الألمانية وتوجيه الهجوم إلى بلجيكا، حيث ستتصدى له أفضل فرق الجيش الفرنسي. وبالتالي، فإن أي حرب مستقبلية ستجري خارج الأراضي الفرنسية، وتجنب تكرار ما حدث في الحرب العالمية الأولى. كانت المنطقة الواقعة إلى الشمال مباشرة من خط ماجينو محجوبة بمنطقة أردين المليئة بالأشجار الكثيفة، والتي أعلن الفريق أول الفرنسي فيليب بيتان أنها «غير قابلة للاختراق» في حال اتُخذت «تدابير خاصة». اعتقد أن أي قوة معادية تخرج من الغابة ستكون عرضة لهجوم الكماشة وستُدمر. أيضًا، اعتقد القائد العام للقوات المسلحة الفرنسية، موريس غاملان، أن المنطقة تشكل تهديدًا محدودًا، مشيرًا إلى أنها «غير مُحَبذة أبدًا في العمليات الكبيرة». بوضع هذا في الاعتبار، تُركت المنطقة مع دفاع بسيط.
اقتضت الخطة الأولية للغزو الألماني لفرنسا هجومًا مطوقًا عبر هولندا وبلجيكا، وتجنب خط ماجينو. أعد إريك فون مانشتاين، رئيس أركان مجموعة الجيوش الألمانية إيه آنذاك، الخطوط العريضة لخطة مختلفة وقدمها إلى القيادة العليا للجيوش الألمانية (أو كيه إتش) عن طريق رئيسه الجنرال أوبرست غيرد فون رونتشتيت. اقترحت خطة مانشتاين أن تُنفذ فرق البانزر هجومها عبر الأردين، ثم تنشئ رؤوس جسر على نهر الميز وتتجه سريعًا إلى القناة الإنجليزية. وهكذا سيعزل الألمان جيوش الحلفاء في بلجيكا. عُرف هذا الجزء من الخطة فيما بعد باسم العملية سيشلشينت («المنجل المقطوع»). وافق أدولف هتلر على نسخة معدلة من أفكار مانشتاين، والتي تُعرف اليوم باسم خطة مانشتاين، بعد لقائه في 17 فبراير.
في 10 مايو، اجتاحت ألمانيا بلجيكا وهولندا. توغلت مجموعة الجيوش بي، بقيادة الجنرال أوبرست فيدور فون بوك، داخل بلجيكا، في حين أن فيالق بانزر الثلاثة من مجموعة الجيوش إيه تحت قيادة رونتشتيت التفت إلى الجنوب وتوجهت إلى القناة. تقدم جيش الحملات البريطاني من الحدود البلجيكية إلى مواقع محددة على طول نهر دايل داخل بلجيكا، حيث قاتلوا عناصر من مجموعة الجيوش بي ابتداءً من 10 مايو. أُمروا ببدء انسحاب تكتيكي إلى نهر شيلدت في 14 مايو عندما فشلت أجنحة الجيشان البلجيكي والفرنسي في الصمود. خلال زيارة لباريس في 17 مايو، اندهش رئيس الوزراء ونستون تشرشل عندما علم من غاملان أن الفرنسيين قد وضعوا جميع قواتهم في الاشتباكات الجارية وأنهم لا يملكون احتياطات إستراتيجية. في 19 مايو، التقى غورت بالجنرال الفرنسي غاستون بيلوت، قائد الجيش الأول الفرنسي والمنسق العام لقوات الحلفاء. كشف بيلوت أن الفرنسيين لم يكن لديهم قوات بين الألمانيين والبحر. رأى غورت أن الإجلاء عبر القناة هو أفضل مسار يمكن اتخاذه، وبدأ في التخطيط للانسحاب إلى دونكيرك، وهو أقرب موقع به منشآت موانئ جيدة. كانت دونكيرك محاطة بالأهوار، واحتوت على تحصينات قديمة وكان فيها أطول شاطئ رملي في أوروبا، حيث يمكن أن تتجمع مجموعات كبيرة. في 20 مايو، بناءً على اقتراح تشرشل، بدأت الأميرالية تنسيقاتها لتكون جميع السفن الصغيرة المتاحة جاهزة للتوجه إلى فرنسا. بعد الاشتباكات المستمرة ومحاولة الحلفاء الفاشلة في 21 مايو في أراس لاختراق رأس الحربة الألمانية، حوصر البي إي إف، إلى جانب فلول القوات البلجيكية والجيوش الفرنسية الثلاثة في منطقةٍ امتدت على طول ساحل شمال فرنسا وبلجيكا.